# Alois Reckendorf
Alois Reckendorf (10. června 1841, Třebíč — 11. dubna 1911, Lipsko) byl německý klavírista a hudební pedagog.

## Biografie
Po absolvování gymnázia v Brně se zapsal nejprve na Vídeňský polytechnický institut a pak studoval filozofii na heidelberské univerzitě a nakonec vystudoval vysokou školu hudební a divadelní v Lipsku, později na ní od roku 1877 až do konce života vyučoval.
Nejvíce je znám jako učitel Wilhelma Backhause, ten u něj studoval v roce 1891 a pak v letech 1894–1899 přímo na konzervatoři v Lipsku. Je uváděno, že Reckendorf byl jediným rádcem Backhause. Sporadicky u Reckendorfa studoval také Johan Halvorsen a také Alfred Hill.
Reckendorf je autorem mnoha skladeb (zejména provedl přepis opery Johana Svendsena).